# Chapadinha Futebol Clube
Il Chapadinha Futebol Clube, noto anche semplicemente come Chapadinha, è una società calcistica brasiliana con sede nella città di Chapadinha, nello stato del Maranhão.

## Storia
Il club è stato fondato il 19 febbraio 1999. Ha partecipato al Campeonato Brasileiro Série C nel 2003, dove è stato eliminato alla seconda fase dall'Imperatriz.

## Palmarès

### Competizioni statali
- Campeonato Maranhense Segunda Divisão: 1

2002